# Eschbach-Gymnasium Stuttgart-Freiberg
Das Eschbach-Gymnasium Stuttgart-Freiberg (EGSF) ist ein allgemeinbildendes Gymnasium im Stadtteil Freiberg der baden-württembergischen Landeshauptstadt Stuttgart. Aktueller Schulleiter ist Christian Brust, vertreten wird er von Birte Sommer.

## Geschichte
Das Eschbach-Gymnasium wurde 1975 gegründet und befindet sich in der Adalbert-Stifter-Straße 40 in Stuttgart-Freiberg. Es feiert im Jahr 2025 50-jähriges Jubiläum. Die Schule liegt eingebettet zwischen dem Eschbachwald und den Weinbergen des Neckartals und nutzt die Umgebung für verschiedene Bildungsprojekte.

## Schulprofil

### Leitbild und Werte
Nach dem Leitbild des Eschbach-Gymnasiums ist es das Ziel der Schule, Schülerinnen und Schüler zu eigenständigen und verantwortungsbewussten Persönlichkeiten zu entwickeln. Besonderen Wert legt die Schule auf Projekte wie „Schüler für Schüler“, bei denen ältere Schüler die jüngeren bei den Hausaufgaben oder durch Nachhilfe unterstützen. Die Schülervertretung (SMV) ist in der Schulkonferenz aktiv und setzt sich für die Belange der Schulgemeinschaft ein.

### Fremdsprachenangebot
Ab Klasse 5 wird Englisch als erste Fremdsprache unterrichtet. In Klasse 6 folgt Französisch oder Latein als zweite Fremdsprache. Ab Klasse 8 können Schülerinnen und Schüler Spanisch als dritte Fremdsprache wählen. Die Schule bietet zudem Arbeitsgemeinschaften wie DELF oder Cambridge-Zertifikate an und nimmt regelmäßig an Fremdsprachenwettbewerben teil.

### MINT-Bereich
Im MINT-Bereich bietet das Eschbach-Gymnasium verschiedene Projekte und Arbeitsgemeinschaften an, darunter den „MatheKreis456“, den „RoboTreff511“ und die „Junior-Schüler-Ingenieur-Akademie“ (SIA). Die Schule ist Mitglied im nationalen Excellence-Schulnetzwerk MINT-EC und wurde als „MINT-freundliche Schule“ ausgezeichnet.

### Gesellschaftswissenschaften und Beruf
Die Schule pflegt Bildungspartnerschaften mit Unternehmen wie der Allianz AG, der Macromedia Hochschule für Medien und Kommunikation sowie Nokia Bell Labs. Zudem werden Programme zur Berufsorientierung, Sozialpraktika und das Projekt „Mitmachen Ehrensache“ angeboten. 

### Schöne Künste
Im Bereich der schönen Künste bietet das Eschbach-Gymnasium Chöre, Bands, Orchester, Theater-AGs und Instrumentalunterricht an. Schülerinnen und Schüler können sich zudem zu Kulturmentoren ausbilden lassen und an Kunstausstellungen teilnehmen. 

### Sport
Das Sportangebot umfasst unter anderem Fußball-AGs, Kooperationen mit Sportvereinen wie Tennis und die Teilnahme am Stuttgart-Lauf. Ein Highlight ist der „RABE-Lauf“ (Running Across Borders Eschbach), ein Spendenlauf, bei dem Schülerinnen und Schüler durch das Sammeln von Sponsorenbeträgen für wohltätige Zwecke laufen. Im Jahr 2025 wurde durch einen solchen Lauf eine Spende von 38.000 Euro an die Kinderonkologie des Klinikums Stuttgart übergeben.
Die Schule hat 2025 den Wettbewerb „Schulradeln Baden-Württemberg“ als Schule mit den meisten geradelten Kilometern gewonnen.